# Wschód Polski (pismo 1920–1922)
Wschód Polski. Miesięcznik poświęcony zagadnieniom polskich ziem wschodnich oraz polskiej polityki na Wschodzie – pismo wydawane w latach od stycznia do sierpnia 1920 w Wilnie, następnie od sierpnia 1920 do marca 1922 w Warszawie. 
Pismo początkowo ukazywało się jako dwutygodnik następnie jako miesięcznik. Na jego łamach publikowali m.in.: Oskar Halecki, Marceli Handelsman, Jan Kucharzewski, Józef Jan Siemieński, Henryk Paszkiewicz, Stanisław Srokowski, Włodzimierz Wakar, Melchior Wańkowicz. 